# Сумаїла Кулібалі (2003)
Сумаїла Кулібалі (фр. Soumaïla Coulibaly, нар. 14 жовтня 2003, Монфермей) — французький футболіст, захисник бельгійського клубу «Антверпен».
Виступав, зокрема, за клуби «Боруссія» II та «Боруссія» (Дортмунд), а також юнацьку збірну Франції.

## Клубна кар'єра
Народився 14 жовтня 2003 року в місті Монфермей. Вихованець футбольної школи клубу «Парі Сен-Жермен».
У дорослому футболі дебютував 2021 року виступами за команду «Боруссія» II, в якій провів два сезони, взявши участь у 25 матчах чемпіонату. 
Своєю грою за цю команду привернув увагу представників тренерського штабу головної команди клубу «Боруссія» (Дортмунд), до складу якого приєднався 2022 року. Відіграв за дортмундський клуб наступний сезон своєї ігрової кар'єри.
До складу клубу «Антверпен» приєднався 2023 року. Станом на 4 жовтня 2023 року відіграв за команду з Антверпена 6 матчів в національному чемпіонаті.

## Виступи за збірні
У 2019 році дебютував у складі юнацької збірної Франції (U-16), загалом на юнацькому рівні взяв участь у 8 іграх.